# National Wrestling Alliance
De National Wrestling Alliance (NWA) is een Amerikaanse worstelorganisatie in het professioneel worstelen dat opgericht werd in 1948. Vanaf 1948 tot aan oktober 2017 fungeerde de NWA als een bestuursorgaan voor verschillende onafhankelijke worstelpromoties over de hele wereld. Sinds oktober 2017 is Billy Corgan onder de leiding van de NWA en fungeert sinds 2019 als een reguliere worstelpromotie.
De NWA was sinds de oprichting de grootste en meest invloedrijke bestuursorgaan in het professioneel worstelen ter wereld. Doordat de NWA zoveel promoties onder haar leiding had, creëerde het bedrijf zo een Raad van Bestuur.
NWA had tevens ook vele samenwerkingen met de welbekende World Wrestling Entertainment, Impact Wrestling, Ring of Honor (ROH), het toenmalige World Championship Wrestling (WCW), Eastern Championship Wrestling (ECW), United States Wrestling Association (USWA) en American Wrestling Association (AWA). Ook was de NWA actief in Mexico, Japan (waaronder het bekende New Japan Pro Wrestling (NJPW)), Puerto Rico, het Dominicaanse Republiek, Hawaii, Ierland, Australië, Nieuw-Zeeland en zelfs Korea.

## Huidige kampioenen
| Kampioenschap                             | Huidige kampioen                           | Datum            | Vorige kampioen           | Evenement             |
| ----------------------------------------- | ------------------------------------------ | ---------------- | ------------------------- | --------------------- |
| NWA Worlds Heavyweight Championship       | Matt Cardona                               | 12 februari 2022 | Trevor Murdoch            | NWA PowerrrTrip       |
| NWA World Women's Championship            | Kamille                                    | 6 juni 2021      | Serena Deeb               | When Our Shadows Fall |
| NWA World Television Championship         | Tyrus                                      | 7 juni 2021      | Da Pope                   | NWA EXTRA Powerrr     |
| NWA World Junior Heavyweight Championship | Homicide                                   | 20 maart 2022    | N.V.T.                    | Crockett Cup          |
| NWA World Tag Team Championship           | La Rebelión (Bestia 666 en Mecha Wolf 450) | 29 augustus 2021 | Aron Stevens en JR Kratos | 73rd Anniversary Show |
| NWA World Women's Tag Team Championship   | The Hex (Allysin Kay en Marti Belle)       | 28 augustus 2021 | Red Velvet                | NWA EmPowerrr         |
| NWA National Championship                 | Jax Dane                                   | 20 maart 2022    | Anthony Mayweather        | Crockett Cup          |

## Televisie
Sinds 2017 creëert de NWA drie programma's in het worstelen, waarvan één documentaire.

### Ten Pounds of Gold
Ten Pounds of Gold is een documentaire over de huidige NWA Worlds Heavyweight Champion. De serie debuteerde op 20 oktober 2017 op het YouTube kanaal van de NWA.

### NWA Powerrr
NWA Powerrr is de belangrijkste televisieprogramma van de NWA, dat elke dinsdagavond uitgezonden wordt op FITE TV. Op 8 oktober 2019 ging de eerste aflevering in première op hun YouTube kanaal.

### NWA USA
NWA USA is een web televisieprogramma dat uitgezonden wordt op hun YouTube kanaal en debuteerde op 8 januari 2022. Het programma focust zich specifiek op beide het NWA National Heavyweight Championship en het NWA Junior Heavyweight Championship.